# Machynlleth

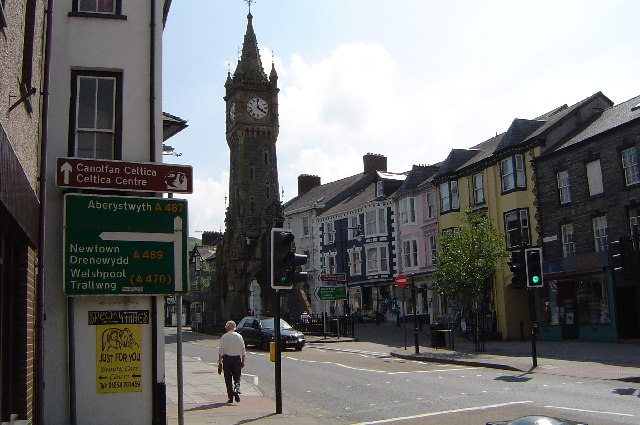
Torre dell'Orologio, Machynlleth

Machynlleth, qualche volta abbreviata in Mach, è una cittadina sede di un fiorente mercato situata nella contea britannica del Montgomeryshire, a nord di Powys nel Galles. Machynlleth è ubicato nella Dyfi Valley, e la sua popolazione si aggira attorno ai 2 000 abitanti secondo il censimento 2001.
Essa fu sede dell'antico parlamento del Galles nel 1404, al tempo di Owain Glyndŵr, e detiene quindi il titolo di antica capitale del Galles, senza comunque un riscontro ufficiale a livello nazionale.

## Storia
Machynlleth vanta una storia antichissima, con reperti dell'età del bronzo (2750 a.C.) scoperti e datati negli anni novanta. Venne poi colonizzata dai Romani, che costruirono un forte a quattro miglia a est dell'attuale insediamento urbano, anche se le prime vere testimonianze di una "colonizzazione" di Machynlleth sono datate 1291, quando il re Edoardo I concesse a Owen de la Pole, Lord di Powys, il diritto di tenere un mercato ogni mercoledì e una fiera ogni anno a tempo indeterminato. A tutt'oggi il mercato del mercoledì è l'evento cardine della vita cittadina.
Il centro è ricco di case medievali, tra cui la Royal House, dove fu imprigionato dal 1404 al 1412 un certo David Gam, che aveva tentato l'omicidio di Owain Glyndŵr. Il suo nome venne ricordato nell'Enrico V di Shakespeare, in quanto Gam combatté ad Azincourt con Enrico V d'Inghilterra, trovandovi la morte. Carlo I abitò la Royal House nel 1643, e forse questa breve residenza la rende specialmente famosa.
La Torre dell'Orologio è la maggiore attrazione turistica di Machynlleth. Fu costruita dai cittadini di Machynlleth per marcare l'inizio dell'era di Carlo Stewart, Visconte di Castlereagh. La prima pietra fu posata con una grande festa il 15 luglio 1874.